# Dorfkirche Groß-Ziethen (Kremmen)

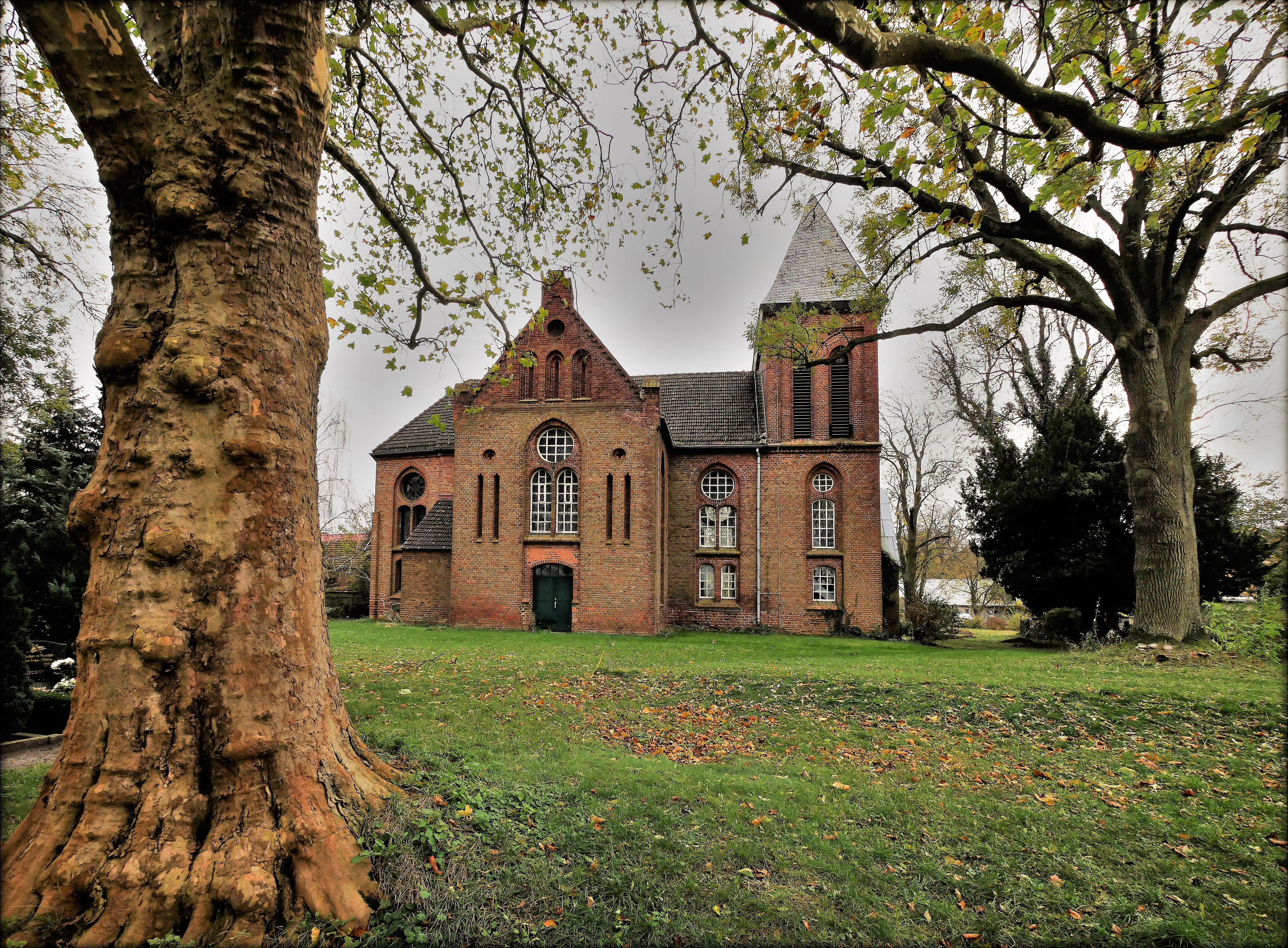
Dorfkirche Groß-Ziethen

Die evangelische, denkmalgeschützte Dorfkirche Groß-Ziethen steht in Groß-Ziethen, einem Ortsteil der Stadt Kremmen im Landkreis Oberhavel in Brandenburg. Sie gehört zur Kirchengemeinde Kremmen im Kirchenkreis Oberes Havelland der Evangelischen Kirche Berlin-Brandenburg-schlesische Oberlausitz.

## Beschreibung

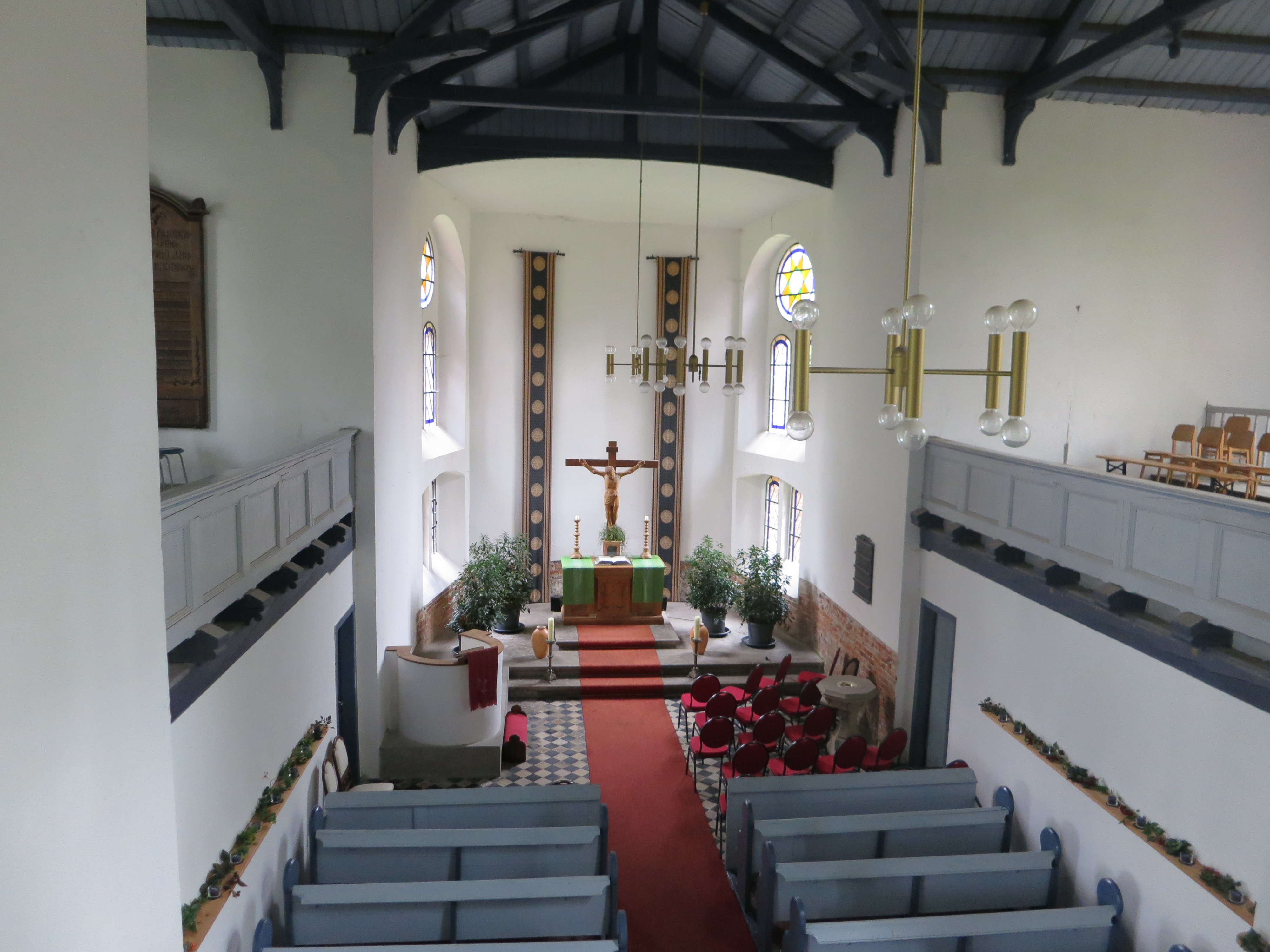
Innenansicht

Die neugotische Kreuzkirche wurde 1882–84 unter Einbeziehung von Teilen des bei einem Brand zerstörten mittelalterlichen Vorgängerbaus erbaut. Sie besteht aus einem Langhaus, das von einem Querschiff gekreuzt wird, beide mit Satteldächern bedeckt, einem polygonalen Chor im Osten und einem querrechteckigen Kirchturm im Westen, der mit einem schiefergedeckten Walmdach bedeckt ist. 
Der Taufstein stammt aus der Vorgängerkirche. Ein von dem Dresdner Bildhauer Erich Müller 1969 geschaffenes Kruzifix, bis zur Renovierung 2021 auf dem Altar, ist seitdem in der Kapelle an der Nordseite der Kirche.
Von Carl Eduard Gesell wurde bereits 1878 für die Vorgängerkirche eine Orgel gebaut. In der nach einem Brand wieder aufgebauten Kirche baute er eine Orgel mit acht Registern, zwei Manualen und einem Pedal.